# Поливинилацетат
Поливинилацетат (сокр. ПВА) — полимер винилацетата или сложный эфир поливинилового спирта и уксусной кислоты. Твёрдое бесцветное прозрачное нетоксичное вещество, не имеющее запаха.
Химическая формула: [—CH2—CH(OCOCH3)—]n.
Международное обозначение: PVAC.

## Физические свойства
- Молекулярная масса: 86,09 г/моль
- Плотность — 1,19 г/см³

Растворяется в уксусной кислоте и многих органических растворителях: ацетоне, метаноле, этилацетате, бензоле, метилен-хлориде и др.

## История
Мировое производство поливинилацетата в 1973 составило около 1 млн т.

## Применение
Основной сферой применения поливинилацетата является производство поливинилацетатного клея (клей ПВА), водоэмульсионных и акриловых красок, а также дальнейшая переработка в поливиниловый спирт и поливинилацетали.